# Volodîmîrivka (Mîkolaiivka), Sofiivka
Volodîmîrivka (în ucraineană Володимирівка) este un sat în comuna Mîkolaiivka din raionul Sofiivka, regiunea Dnipropetrovsk, Ucraina.

## Demografie
Componența lingvistică a localității Volodîmîrivka
     Ucraineană (94,75%)
     Rusă (2,36%)
Conform recensământului din 2001, majoritatea populației localității Volodîmîrivka era vorbitoare de ucraineană (94,75%), existând în minoritate și vorbitori de rusă (2,36%).